# ایگناتیوس افرام اول

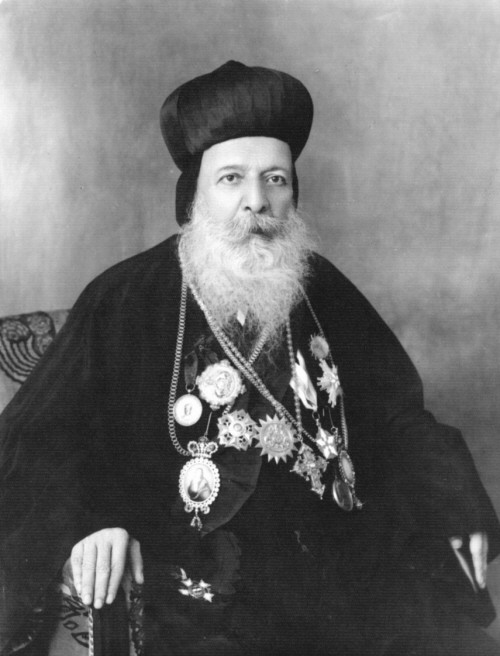
ایگناتیوس افرام اول برصوم

ایگناتیوس افرام اول برصوم  (به سریانی: ܩܕܝܫܘܬܗ ܕܡܪܢ ܦܛܪܝܪܟܐ ܡܪܝ ܐܝܓܢܐܛܝܘܣ ܐܦܪܝܡ ܩܕܡܝܐ ܕܒܝܬ ܒܪܨܘܡ)(۱۵ ژوئن ۱۸۸۷-۲۳ ژوئن ۱۹۵۷) ۱۲۰امین مطران کلیسای سریانی ارتودوکس انطاکیه بود. او که رهبر کلیسای ارتودوکس سریانی بود آثار آکادمیکی را درباره رسوم، فرهنگ، دعا، موسیقی و تاریخ کلیسای ارتودوکس سریانی ترجمه و منتشر کرد.